# تویکس
تویکس (انگلیسی: Twix) شرکت صنایع غذایی بریتانیایی است، که در سال ۱۹۶۷ تأسیس شد و هم‌اکنون از برندهای زیرمجموعه شرکت مارس اینکورپوریتد می‌باشد.